# Ammonit
Ammoniter er en gruppe af uddøde blæksprutter, der levede fra midten af Palæozoikum til kridttiden. Dyrene havde skaller, der kan findes som forsteninger. Ammonitter tilhører Ammonoidea og har mindet om de nulevende nautiler i dag. De nærmeste slægtninge er dog Coleoidea, der er de nøgne blæksprutter.
Da mange af ammonitterne ligner små vædderhorn, kaldte man dem i oldtiden for Amons horn. I Middelalderen blev ammonitfossiler forsynet med slangehoveder, da man mente at de var slanger som Syndfloden havde forstenet.
Ammonitter levede i de frie vandmasser og var kosmopolitter. De havde også en hurtig evolutionær udvikling. Derfor kan deres fossiler bruges til at korrelere klippeformationer over hele verden til en relativ datering. Ammonitter opstod i Devon og de var tæt på at uddø mange gange. Ved K/Pg-grænsen uddøde de sammen med adskillige andre organismer. Af uforklarlige grunde overlevede nautilerne.
- Wikimedia Commons har flere filer relateret til Ammonoidea